# 神饌

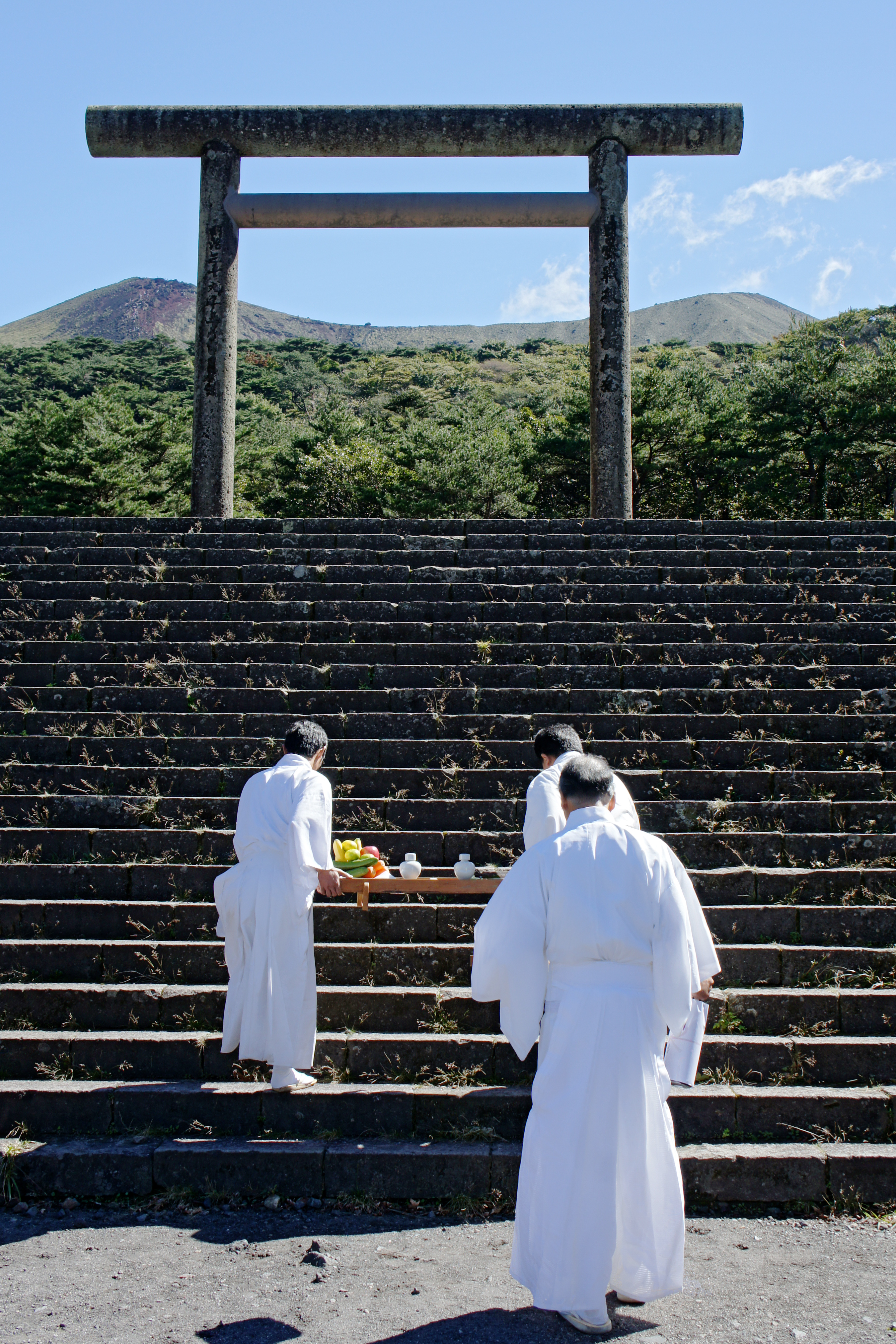
高千穂河原に奉げられる神饌

神饌（しんせん）とは、日本の神社や神棚に供える供物のこと。御饌（みけ）あるいは御贄（みにえ）とも呼ばれる。

## 概要
一年の節目に行われる日本の祭祀は神事と祭礼から成り立っており、神事の際はその土地の人々が特別な恩恵を享受した食物を神饌として捧げ、神迎えを行ってきた。
捧げられる神饌は主食の米に加え、酒、海の幸、山の幸、その季節に採れる旬の食物、地域の名産、祭神と所縁のあるものなどが選ばれ、儀式の終了後に捧げたものを共に食することにより、神との一体感を持ち、加護と恩恵を得ようする「直会」と呼ばれる儀式が行われる。
2015年現在では、1871年（明治4年）に打ち出された祭式次第に準拠した生饌と呼ばれる、素材そのものを献供する丸物神饌が一般的になったが、それ以前には熟饌とよばれる、調理や加工を行った、日常生活における食文化の影響が窺えるものも神饌として献供されていた。そして、一部の神社では伝統に則ってこの形式の神饌の献供が引き継がれており、これらの神饌は他の地域に見られない特徴を有することから、特殊神饌とも呼ばれる。

### 例
2015年現在、特殊神饌の献供を行う神社は全国各地に存在するが、代表的な例として、以下のような神社、神饌が挙げられる。
- 伊勢神宮 神嘗祭「由貴大御饌」 - 三重県伊勢市
- 石清水八幡宮 石清水祭「供花神饌」 - 京都府八幡市
- 賀茂別雷神社 賀茂祭 御阿礼神事（みあれしんじ） 「内陣神饌」「外陣神饌」「庭積神饌」 - 京都府京都市
- 賀茂御祖神社 賀茂祭 御蔭神事 - 京都府京都市
- 和布刈神社 和布刈神事（めかりしんじ）「福増（ふくそう）」「歯固（はがため）」「力餅（ちからのい）」 - 福岡県北九州市
- 老杉神社 エトエト祭「行（おこない）」 - 滋賀県草津市
- 北野天満宮 梅花祭「梅花御供」 - 京都市上京区
- 美保神社 青柴垣神事 - 島根県松江市
- 日吉大社 山王祭 「粟津の御供」 - 滋賀県大津市
- 彌美神社 例大祭「御膳」 - 福井県三方郡美浜町
- 率川神社 三枝祭 - 奈良県奈良市
- 阿蘇神社 御田植神幸式 - 熊本県阿蘇市
- 田出宇賀神社 熊野神社 田出宇賀神社の祇園祭と熊野神社の例大祭「七行器（ななほかい）」 - 福島県南会津町田島
- 諏訪神社 例大祭 - 青森県三戸郡南部町
- 談山神社 嘉吉祭 「百味の御食（ひゃくみのおんじき）」 - 奈良県桜井市
- 香取神宮 大饗祭 「大饗祭神饌」 - 千葉県香取市
- 銀鏡神社 例大祭 「オニエ」 - 宮崎県西都市
- 春日大社 春日祭 「御棚神饌」「八種神饌（やくさのしんせん）」 - 奈良県奈良市
- 加茂神社 毎年元旦「鰤分け神事」（射水市無形民俗文化財） - 富山県射水市
- 白山比咩神社 例大祭 「特殊神饌」[注釈 1] - 石川県白山市

## 形式

### 調製
神饌の調製は竃殿（へついどの）（春日大社）、大炊殿（おおいどの）（賀茂御祖神社）など専用の建物がある社はそこで調製を行う。あるいは、特別の施設を持たない社では社務所などを注連縄を用いて外界と分かち、精進潔斎した神職や氏子の手で作られる。火は忌火が用いられ、唾液や息などが神饌にかからないよう口元を白紙で覆う場合もある。また、近親者に不幸があった者は調製に携わることが許されないなど、調製には細心の注意が払われる。
春日大社で行われる春日祭などの勅祭では、明治以前には宮中から大膳が参向し、御物の調製にあたった。1884年（明治17年）明治天皇の旧儀復興の命で神饌は特殊神饌に戻されたが、調製は春日大社の神職の手で行われている。

### 御物
誠心誠意を込めて、出来得る限りのことを尽くすという概念が根底にあるため、季節や地域によって奉げられる内容は変化に富む。初物は神饌として神前へ奉納するまで食べないという風習が残る地域があることからも、季節に応じて旬の食材などから御物を選び、それを奉げるといった考え方がうかがえる。

#### 穀物
日本人は稲作の伝来以降、春に田を耕し、秋に収穫を得る生活を社会の基盤とし、米には稲魂が宿ると考え、米と深い関わりを持って生活をしてきた。そのため、飯や、餅、酒などの米から作られる食物は神饌の中心として頻出し「お神酒のあがらぬ神はなし」と評されるほどだが、特定の形式を有する儀式ではないため、穀物ですら形式は統一されていない。米以外の穀物を神饌として奉げる地域も存在し、沖縄の伊良部島では稲作に適さない石灰質の土壌のため、粟などの穀物から作られた「ンマダリ」と呼ばれる神酒や餅が奉げられている。また、静岡県磐田市の府八幡宮や岡山県岡山市の吉備津神社などでも粟や黍を神饌として奉げる風習がある。これらは土壌や水源などの要素の他に、稲作の定着以前の食文化を残しているとして、民俗学的に貴重な事例とする説もある。米は「粢（しとぎ）」と呼ばれる粉末状に加工され、発酵させては酒になり、熱を加えては餅になり、唐から油を用いた調理法が入って以降は「餢飳（ぶと）」や「糫餅（まがりもち）」となり、アイヌにも「シト」という餅として伝わり、様々な御物、食物へと発展した。

#### 特徴的食材
穀物以外の食材では海産物や野菜が多く、鳥を奉げる神社は少なくないが、獣肉を奉げる神社は限られる。
『延喜式』第七巻祗七に記載された大嘗祭の品目によると、神酒の他に鰒、烏賊、いりこ、魚腊（いおのきたい）、胎貝、堅魚（かつお）、興理（より）、刀魚（といお）、鮭などの海産物、海菜（もは）、昆布（ひろめ）、海松（みる）、紫菜（のり）などの海藻類、梨子、橘子、柿、柚、栗などの果実、未豆子（ふきまめ）、大豆、小豆などの豆類、搗き餅、捻り餅、勾り餅などの餅類、おこし米などが奉げられたと記録されている。第五巻祗五の斎宮の品目には、米、栗、白酒、黒酒、油などに加え鰒、堅魚、烏賊、螺（さざえ）、年魚（あゆ）、鮒などの記録があり、この内、堅魚、年魚、鮒については、煮た堅魚、塩煮の年魚、醤煮の鮒など、調理方法の記録もある。
禁葷食を求められる神饌がある一方、賀茂別雷神社ではニンニクが奉げられ、獣肉を奉げる例としては、銀鏡神社で行われている「オニエ」と呼ばれる、その年に狩猟された猪の頭部を奉納する儀式で奉げられる神饌がある。あるいは、護国神社などの実在した人物を祀る神社では、ビールや煙草といった既製品が奉げられる場合もあり、これらもまた神饌である。
その土地の特産品や古事にあやかった神饌が奉げられることも多く、それらは現代に受け継がれ、その土地独特の神事として形を残している場合がある。例として奈良県の牛蒡喰神事、島根県の茄子神事、滋賀県の胡瓜祭り、京都府の山葵祭り、イタドリ祭り、福島県の生姜祭り、秋田県の牛尾菜祭り、長野県のウド祭り、東京都のスモモ祭りなどがある>。
豊かな実りを表す食材の他にも、福井県三方郡美浜町にある彌美神社、青森県三戸郡南部町にある諏訪神社、島根県松江市にある美保神社などでは野老（ところ）とよばれる、日常的には食べない食物が奉げられている。彌美神社では飢饉が起きた際にこれを食べて飢えを凌げたことを感謝し奉げられているとされるが、それに対して美保神社では、江戸の元禄期に書かれた『本朝食鑑』に「白髭が多く、多寿の祝いとして正月の蓬菜飾りに用いていた」という記述があるため、縁起物として神饌に納められたのではないか、と考え、諏訪神社では薬として用いられる風習があったため神饌として奉げられていたのではないか、と同じ食材に対して三者三様の解釈がなされている。

#### 唐菓子
神饌には油で調製された御物も見受けられる。油は古来より胡麻、榧、胡桃などから精製されたが、油でいためる・揚げるといった調理方法は唐から伝わったとされ、それらの食品は唐菓子と呼ばれた。これらの中で「餢飳（ぶと）」「糫餅（まがりもち）」「梅枝（ばいし）」と呼ばれるものがある。米を粉にした槮粉（しんこ）を丸めて団子にし、中央を指でつぶして成型したものはへその穴に見えることから「へそ団子」と呼ばれ、神戸の生田神社などで奉げられるが、これを餃子のような半円形に成型したものが餢飳、紐状にして「∞」のような形に成型したものが糫餅、棒状に成型したものが梅枝とそれぞれ呼ばれる。梅枝は本来は3本の枝に分岐した「Y」のような形に作られていた。
これら餢飳、糫餅という唐菓子については『神道名目類聚抄』には
果物などと同じ用途で奉げられていたと記される。餢飳や糫餅に関する記述は『和名類聚抄』にもあり、平安時代には神饌として定着していたことが確認される。

八坂神社では餢飳に関して1814年（文化11年）の書かれた『祇園社年中行事』の中に
という記述があり、花や魚の形に成型していたことが確認できる。
また、大阪府八尾市の恩智神社では成型段階で大豆を煮たものを包み、油で揚げたものを「オオブト」、丸く細長い形状で両側と上の面に5つくぼみをつけたものを「マガリ」と呼び、これらの唐菓子はすべてを組み合わせると人形の形になる。
あるいは、滋賀県東近江市の日枝神社ではひよどり、亀、猪、猿、しなの犬などの形に成型した餢飳が存在し、春日大社では菊の形に成型されて奉げられる。このように餢飳、糫餅に代表される唐菓子は、その土地によって独特の形に成型されて神饌として奉げられていた。
これらの作業は、材料の槮粉を鶴、亀、犬、兎、猿などの形に成型することを酉造（とりつくり）、油で揚げることを酉揚（とりあげ）と呼ぶ場合もある。
いずれも、唐から伝来した当時最新の食品であり、一般的には口に出来ないような貴重な食物を神々への御物として新たに奉げようという神饌の考え方を知る貴重な例である。

#### 植物

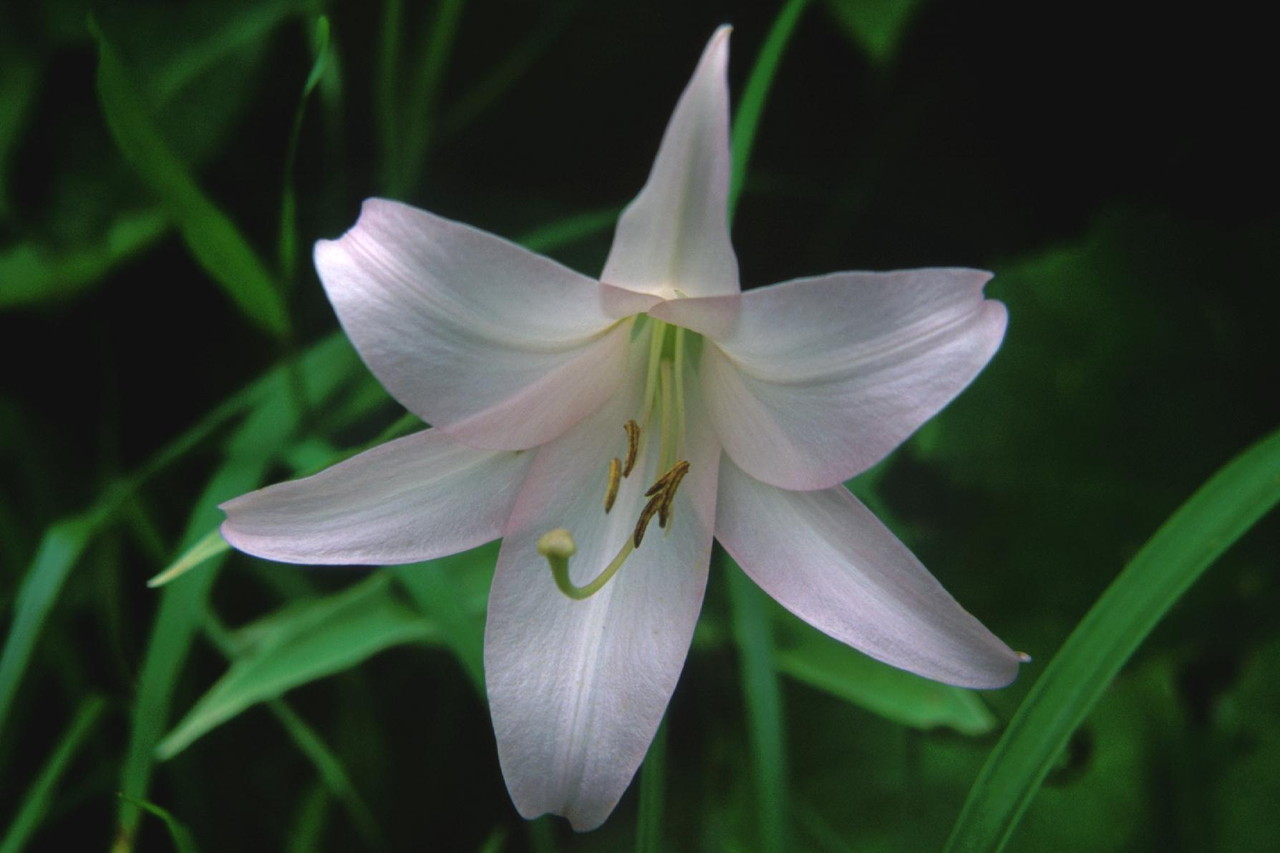
三枝祭に奉げられるササユリ

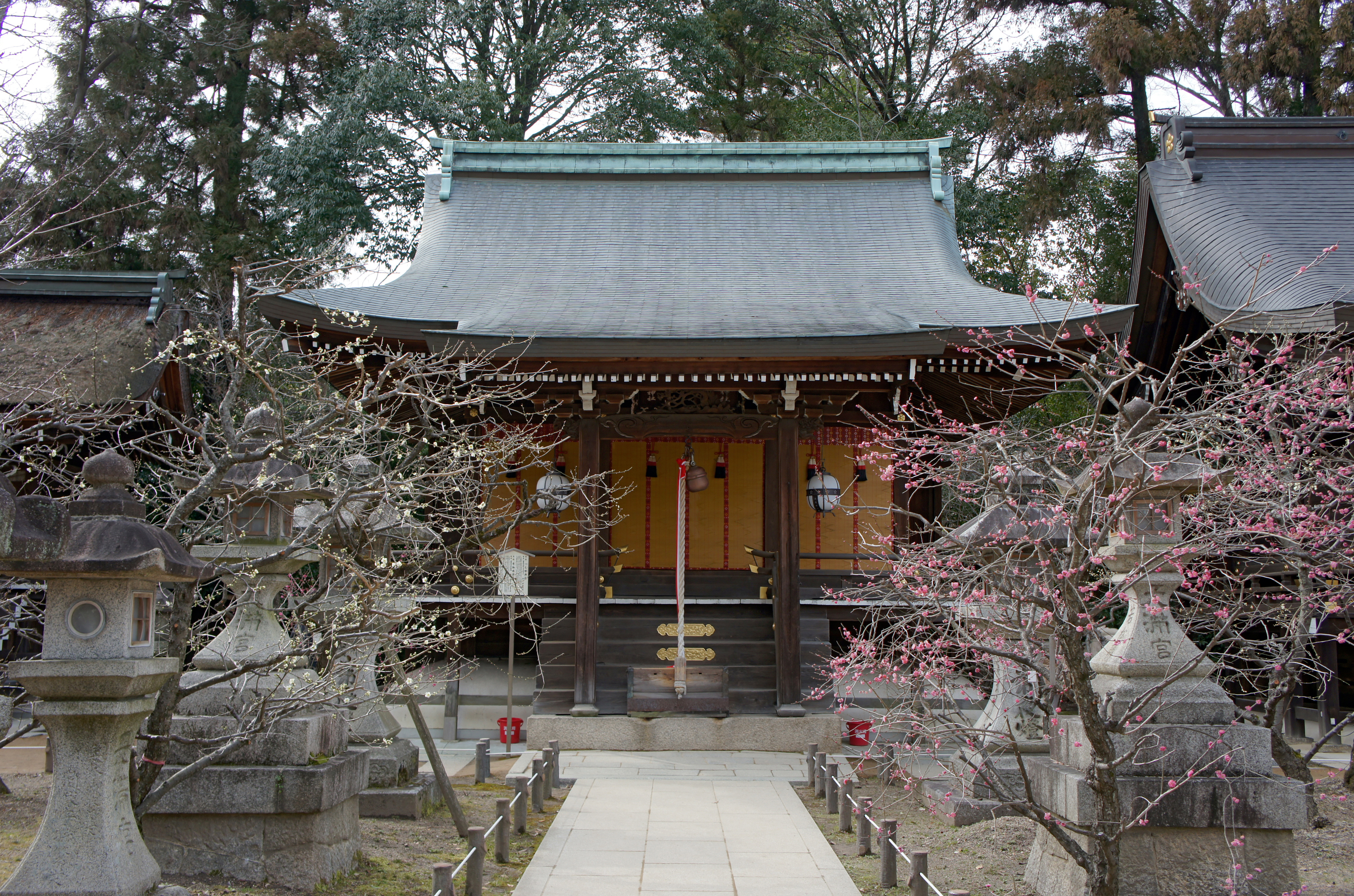
北野天満宮の紅梅と白梅

植物を神饌として奉げる神社も多い。奈良県奈良市にある率川神社ではササユリの花で飾られた酒樽が献供される。これは主催紳である媛蹈韛五十鈴姫命（ひめたたらいすずひめのみこと）が幼い頃暮らした三輪山の狭井川のほとりが、山百合（ササユリの別称）の咲きほこる場所であったという伝説にあやかり、現在も三輪山で摘み取られたササユリが奉げられる。また、ササユリは昔は「山百合」と呼び、古典では「佐韋」と記し、これが狭井川の語源になっている。『神祗令』には既に
と記され、古くから行われてきた、花を奉げる神事であることがわかる。
北野天満宮では主祭神である菅原道真にあやかり、紅梅と白梅が神饌として奉げられる。北野天満宮では従来は建立された経緯から菜種を奉げていたが、渡唐天神信仰による影響や、新暦への移行により祭事の日時が1ヶ月ほどずれたため、それ以降は梅を奉げ、菜種は神職一同が身につけ神事に臨む形で残されている。
石清水八幡宮では自然物から構成された造花（供花神饌）が神饌として奉げられる。これは竹、梅、菊、南天、椿、水仙、松、牡丹、橘、桜、杜若（かきつばた）、紅葉などの植物に、鳳凰、鶯、鶴、兎、鶺鴒、雉子、鳩、巣籠子（すごもりひな）、蜻蛉、鷹、蝶、鴨、鹿などの動物を組み合わせ、12座の神饌で四季を表現するものである。
このような食材は明治以前には社領から御厨家が調達にあたったが、明治以降は氏子などから献上された食材の中から祭事や季節に応じて選択され、神饌として奉げられている。
例として、以下に4種の神饌の内容を列挙する。

#### 献供される神饌の例
賀茂別雷神社 内陣神饌
平安中期には祭りとは賀茂祭（葵祭）を指したように、非常に影響力の大きい祭事である賀茂祭。その内の内陣神饌と外陣神饌は賀茂別雷神社に鎮座する神に奉げられる神饌とされる。器には毒を退ける力があるとされる銀が多く用いられる。
| 葵桂             | 御箸                   | 船御飯 | 船御餅 | 鯉         | 雄雉子 |
| 鯛               | 大根                   | 百合根 | 茄子   | 飛魚の干物 | 御菓子 |
| 大蒜（にんにく） | 檜皮粽（ひわだちまき） | 鮎     | 狛御料 | 御神酒     |        |

賀茂別雷神社 庭積神饌
庭積神饌は、内陣神饌や外陣神饌に対して賀茂祭に他所から来た神のために奉げられるとされる。こちらは朱塗りの唐櫃に納められ、それぞれの御物は「葉盤（ひらで）」と呼ばれる器に盛りつけられる。
| 干鮭         | 鯣（するめ） | 打鰒 | 鯵         | 魣（かます）   | 生貝             |
| 鰹           | 塩           | 青苔 | 神馬草     | 和布（わかめ） | 煎海鼠（いりこ） |
| 鱓（ごまめ） | 飛魚         | 煮染 | 蕗（ふき） | 茗荷           | 薊（あざみ）     |

石清水八幡宮
石清水八幡宮は八幡市の男山山中に鎮座する社だが、奉げられる神饌には海産物の御物が多い。これは主祭神である八幡神が海の安全を守る綿津見の神であることによるとされる。
| 御飯             | 御箸   | 清酒       | 松魚（かつお）   | 魳（かます）         | 鮭     |
| 金海鼠（きんこ） | 鯣     | 昆布       | 若布             | 鶏冠菜（とさかのり） | 青海苔 |
| 三島海苔         | 紫海苔 | 海松       | 牛蒡             | 蓮根                 | 白瓜   |
| 頭芋附小芋       | 鴨瓜   | 山葵       | 河骨             | 大根                 | 兎餅   |
| 焼鳥             | 葡萄   | 榧（かや） | 搗栗（かちぐり） | 榊小枝               | 散米   |
| 塩湯             |        |            |                  |                      |        |

香取神宮大饗祭神饌
香取神宮の大饗祭で奉げられる神饌は、経津主大神がこの地を平定した際、この地にあった33柱の神々を大饗でもてなしたという伝承に従い、その神饌の量に特徴がある。巻行器（まきほかい）とは真薦（まこも）で米を包んだもので、16の巻行器、全部合わせて4斗になる。2012年現在では巻行器の数は16だが、明治時代までは33柱にあやかって33個、すなわち、総量8斗（800合）の巻行器が奉げられていた。
| 大御饌（巻行器） 十六台 | 御箸 二台         | 御盃 五枚 一台 | 御神酒 二樽一台 | 鴨羽盛 二台 | 鳥羽盛 四台       |
| 餅 一台                 | 乾魚二十五尾 五台 | 撰切 一台      | 鮭胞子二胞 一台 | 鮒 一台     | 鱠（なます） 一台 |
| 海菜 一台               | 柚子十五個 一台   | 塩水 一台      |                 |             |                   |

### 配膳

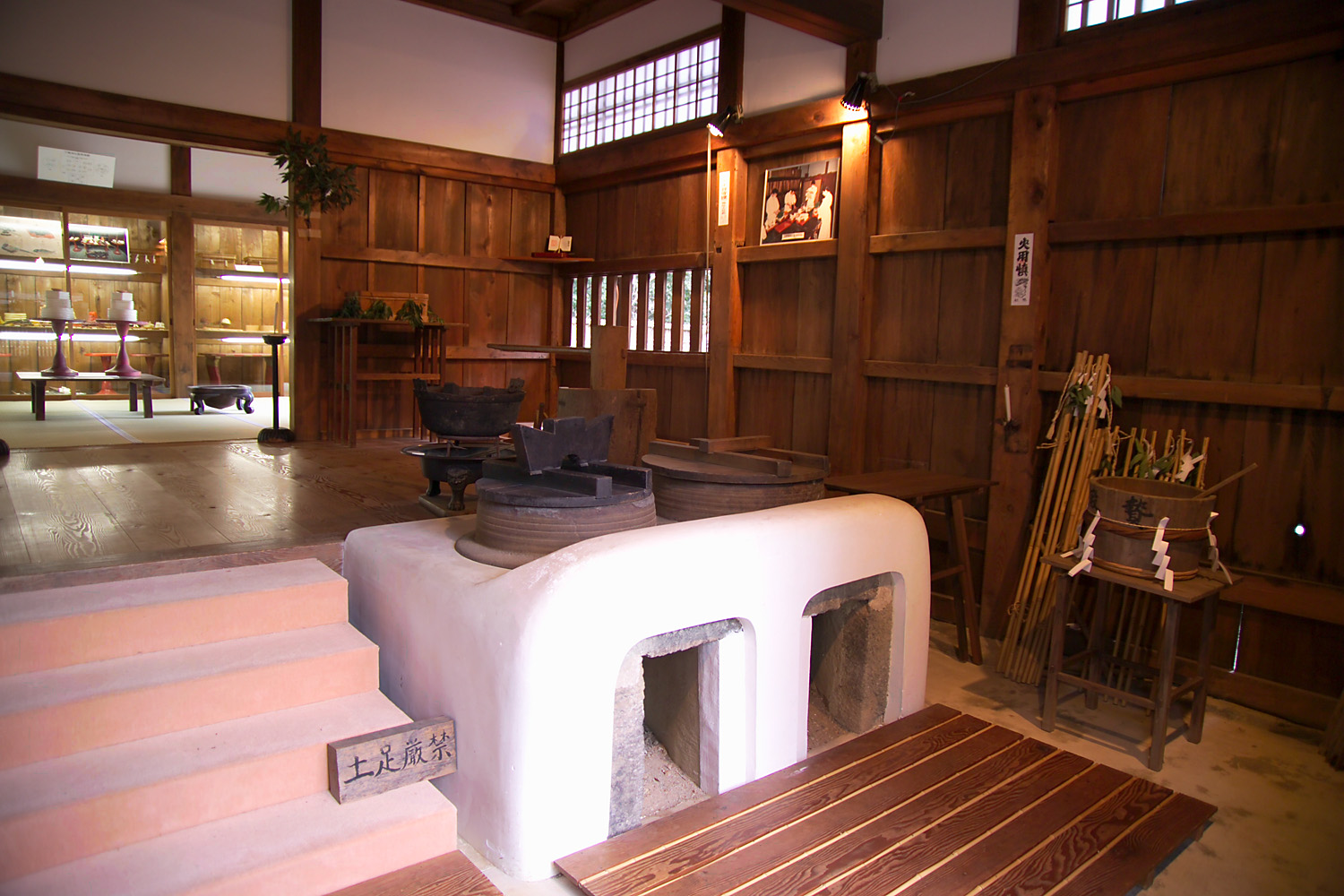
左後方に一対の高坏がみえる。

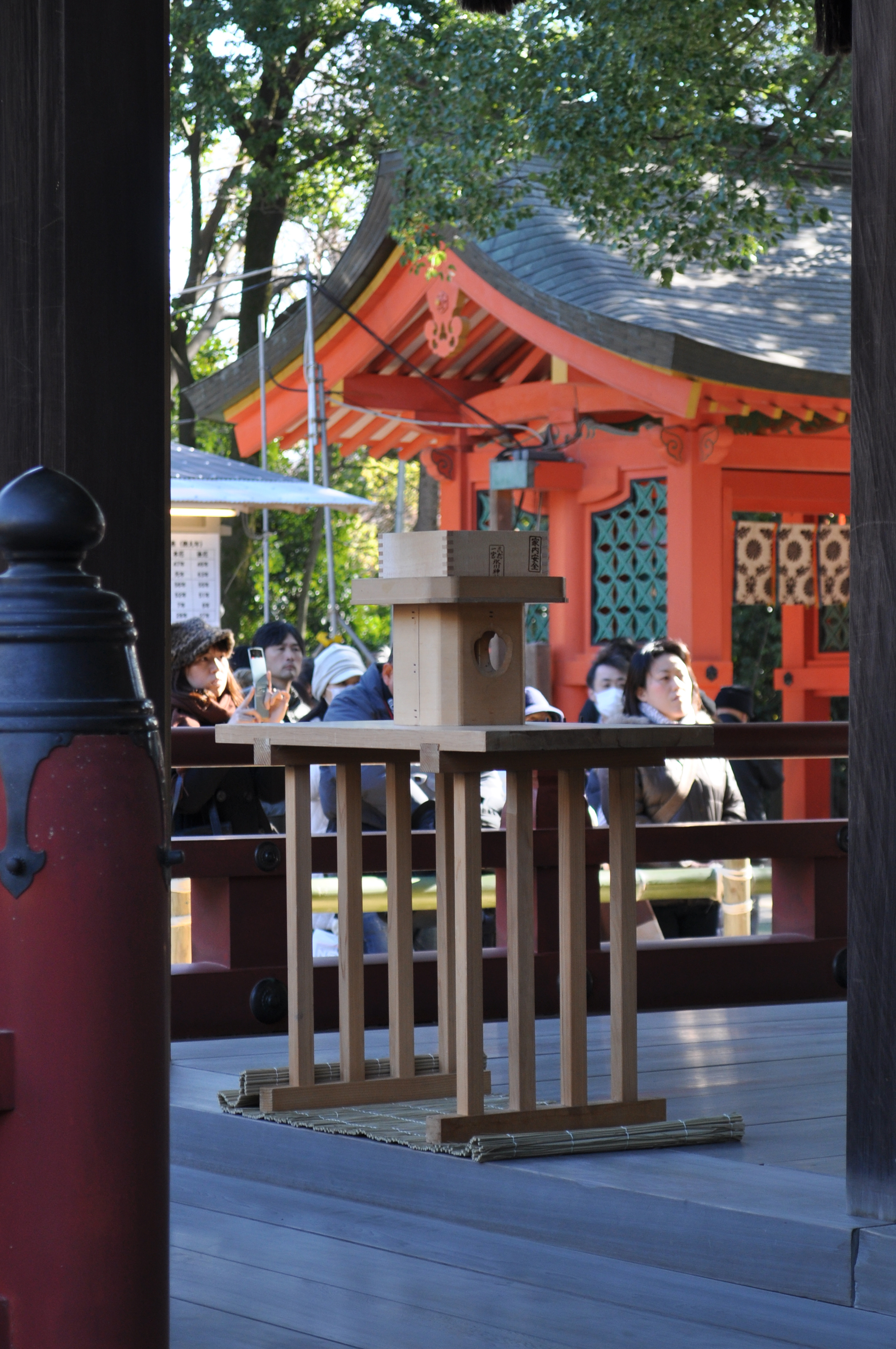
案とその上に乗せられた三方。三方の上にさらに乗せられた枡。

こうして調理された御物は土器（かわらけ）、高坏（たかつき）、折敷（おしき）、三方、桶、櫃など様々な器、容器に盛り付けられ、案などの台の上に献供される。現在では土器や白磁が多く用いられるが、古式に則って縦に割った板杉に、縁取りとして葛の蔓をあしらっただけの「ヘギ板」と呼ばれる、折敷の原型とされている器を用いる神社や、藁を30センチほどの長さにそろえ、両端を縛って舟形にした「ツト」とよばれる器で供える神社もある。また、春日祭で奉げられる御棚神饌のように、皮を剥がず、黒木そのままの質感を残した楉案（しもとあん）が神饌の名前になっている例もある。
島根県松江市にある美保神社には、持ち運ぶ場合には息や唾液が神饌へかからないように榊の葉をくわえるといった作法が残っている。あるいは、唐櫃を頭上に掲げる頭上運搬という運び方で神饌を運ぶ神社が全国各地にあり、これも同様に息や唾液がかからないようにと頭上に掲げられたのが起源とされる。頭上運搬は古くは7世紀後半の古墳時代の埴輪にその姿を確認できる。『扇面古写経』など多くの文献にその姿が残されていたが、1741年（寛保元年）に記された『夏山雑談』では
上記のように、旅先で珍しいものを見たと記され、頭上運搬は当時既に一般的な行為ではなくなっていたが、神事のように古式を尊ぶ儀式においては変わらず受け継がれてきたとされる。人選にあたっては京都市左京区にある北白川天満宮のように盛相を少女、高盛りを未婚の女性、洗米を既婚女性など、年齢や婚姻状況で役割を分担して女性に委ねる神社もあるが、男性が行う場合もある。
献供された神饌は氏子たちによって直会が行われる、あるいは参拝客などに振舞われる場合が多いが、滋賀県大津市にある日吉大社の山王祭のように、そのまま琵琶湖へ投供されるような場合や、かつては鳥へ奉げるために本殿の屋根へ設置される場合もあった。

### 直会
神饌として神に捧げた供物と同じもの、あるいは撤下した神饌そのものを饗膳として飲食する儀式を直会という。神と同じものを食べることにより、神との親密さを増し、加護や恩恵を得ることによって自らの魂に活力を得るための神人共食の儀式とされる。
表記に関しては猶良比（『続日本紀』による）、直相（『続日本後紀』による）、奈保良比、直食（いずれも『皇太神宮儀式帳』による）、直会（『延喜式』による）、直礼（『下学集』による）、など様々な記述が残されているが、2012年現在では「直会」が一般的である。語義については本居宣長が
と述べて以来、解斎、すなわち斎戒を解いて平常に復帰するという認識が一般的になった。
しかし、京都の賀茂別雷神社で5月12日の夜に行う御阿礼（みあれ）神事では、神職が祭場につくとまず混御飯と神酒をいただく儀式（掴みの御供）があり、それを直会とよぶように、直会は必ずしも神事の最後に行われるわけではない。
また、直会の古訓は「ナムリアヒ」すなわち神と人とが共食することを意味し、天皇が毎年11月23日に行う新嘗祭において、神饌を親供してから御告文を奏上し、その場で神饌と同じ御饌を神とともに召し上がる儀式があるように、直会は祭儀の中枢として行われる神事ともされる。この場合は神と同じものをいただき、明日からの命の糧を得る共同饗宴に直会の意味があるとされている。
あるいは、国文学者の折口信夫のように「なほる」は倫理や道徳をつかさどる直毘神に通じ、祭礼中に犯した罪を改める意味で行われると説く者もいる。

### 神仏習合の影響
談山神社のような寺院との関係が深く、神仏習合の影響の大きい神社では神饌にもその影響がみられる場合がある。
678年（天武天皇7年）、談山神社は藤原鎌足の長子であり、僧侶の定慧によって藤原鎌足の遺骨を改葬し、安置するために妙楽寺として建立された。当初は法相宗であったが平安時代には天台宗となり、藤原氏の繁栄に伴い、墓所として神威が高まった。926年（延長4年）、天神地祇、八百万の神々を祀り、大織冠像を合祀した総社が建立され、醍醐天皇によって談峰大権現の勅を賜った。1869年（明治2年）には神仏分離を受け、聖霊院が本殿、十三重塔が新廟、護国院が拝殿、常行三昧堂が権殿となり、多武峰一帯は談山神社となった。
献供される「百味の御食」という言葉は『仏説無量寿経』や『大阿弥陀経』にもみられ、大法会の際に仏前に供えられた様々な供物を意味する。あるいは盂蘭盆では一夏九旬（寺院にこもって行われる90日間の修行）を終えた無礼講の日に百味の御食で僧侶の供養を行う風習があった。このような仏教の風習が神仏分離以後も受け継がれ、現代に残るとされる。
また、賀茂別雷神社の摂社である奈良神社では、賀茂祭の最初と最後に悪鬼や邪気に強飯を奉げる儀式があり、この強飯を「散飯（さば）」と呼ぶ。こちらも同様に、仏教に同じ言葉が存在することから、影響の痕跡を残しているものとされる。
これらの仏教の影響の大きい神饌は「人の食べるものを神にも食べていただく」という考えと異なる、仏壇を荘厳に飾る美しい造形がなされるのが特徴である。また、祭式次第による生饌への移行以前から生饌として捧げられていた。

## 伊勢の神宮における神饌
『神鳳鈔』によれば、古代律令制度において神宮の領地である、諸国の神戸、御厨、御園、神田、名田などおよそ1350ヶ所の土地から様々な御物が奉納されていたという。804年（延暦23年）の『皇大神宮儀式帳』には「6月15日の祭に志摩国神戸の百姓たちが奉る鮮やかな鰒、螺（さざえ）などの御贄」と記され、同様に平安中期編纂の『延喜式』にも月次祭、神嘗祭の三節祭に腊（ほじし）、金海鼠、固魚（かつお）、海藻、塩、油6升が供されたと記される。律令制度崩壊以後も苦心しつつ祭の神饌は続けられてきたが、1871年（明治4年）の神宮改革により組織改革が行われてからは全国の領地は全廃され、原則として神宮自ら御物を賄う自給自足の制度へと改められた。

### 日別朝夕大御饌祭

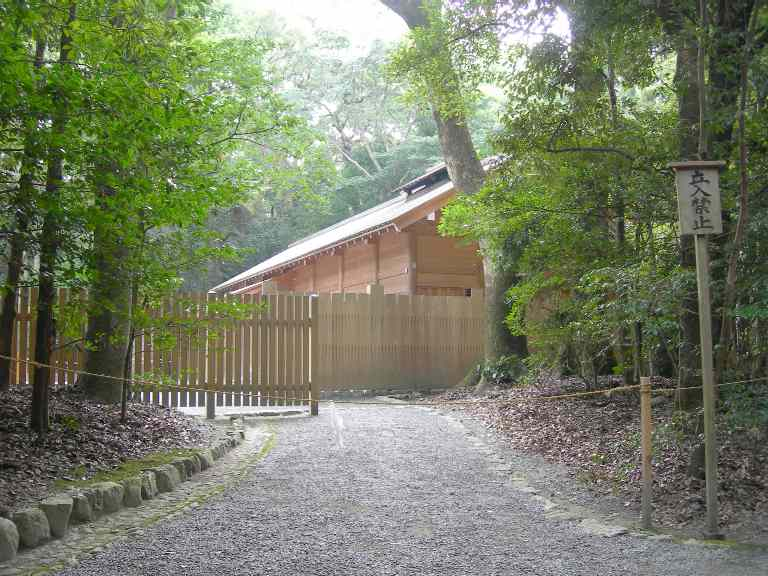
外宮忌火屋殿

神宮では豊受大御神（とようけのおおみかみ）が天照大御神（あまてらすおおみかみ）の御饌都神（みけつかみ）として鎮座して以来約1500年、外宮の御饌殿で一日に2度、朝と夕方に神饌を奉納する日別朝夕大御饌祭（ひごとあさゆうおおみけさい）、あるいは常典御饌（じょうてんみけ）とも呼ばれる神事が繰り返し行われてきた。日別朝夕大御饌祭では天照大御神と豊受大御神が向かい合った相殿の神の座と、別宮の神の座の合計6座が設けられ、神々が一堂に会して食事を召し上がるとされる。神事を執り行う神職は禰宜（ねぎ）、権禰宜（ごんねぎ）、宮掌（くじょう）が1名ずつと出仕が2名の合計5名。儀式は前日から斎館に篭り、精進潔斎に努め、翌朝5時から忌火屋殿で御火鑚具（みひきりぐ）で忌火を熾し、藤岡山の麓に鎮座する上御井神社で湧き水を汲み上げることから始まる。湧き水は宮掌と出仕が長い柄杓を使い、水面に自分の姿が映らないよう注意しながら汲み上げられる。上御井神社へ参向する時は宮掌を先頭に、帰りは湧き水を目通りに持った出仕が忌火屋殿まで先頭を歩く。
この日別朝夕大御饌祭で奉げられる神饌は季節や時間によって異なるが、強飯（こわいい）三盛、御塩、乾鰹、鯛、昆布、季節の果物、季節の野菜などがトクラベを敷いた土器の上に盛られ、それに加えて清酒三献、御水が折櫃に入れられたうえで、さらに辛櫃に納められ献供される。鯛は夏はカマスやスルメなどの干物に変わり、昆布の他にひじきやあらめが用いられる場合もある。土器にトクラベが敷かれるのは土器の無かった時代の名残で、1日に2度行われるのは古代の食習慣が1日2食であったことに由来するとされる。
こうして用意された神饌は春・夏は午前8時と午後4時、秋・冬は午前9時と午後3時に御饌殿へ奉げられる。時間になると白の斎服に身を包み、先頭を禰宜、最後尾には御鑰（みかぎ）を持った宮掌の順番に隊列を組み、祓所で御塩で身を清めてから御饌殿へと参進する。御饌殿へ着くと禰宜は宮掌から御鑰を受け取り、扉を開け神殿の中へ入り、まず天照大御神、次に豊受大御神、そして相殿神の御前へと膝行（しっこう）したまま神饌を献上する。まず檜の御箸が御箸台に置かれ、一品ずつ神饌を置き、すべてが置き終わると禰宜によって祝詞が奏上される。祝詞は外宮創祀の由来、皇室の安泰、国家の繁栄、五穀豊穣を奏上した後、八度拝とよばれる起立と拝礼を8回繰り返し八開手（やひらで）を打つ所作を行う。そして、食事が終わったと思われる頃合をみて再び膝行で神饌を下げ、退下する。こうして朝御饌、夕御饌それぞれ40分、調製を含めると4時間ほどの儀式が、戦時中や台風による冠水を受けても、1500年途切れることなく続けられてきた。

### 神嘗祭で献供される神饌
神嘗祭は「斎庭の稲穂」に由来し、収穫したばかりの新穀をもって五穀豊穣への感謝を奉げる祭りである。三節祭の中でも最も重儀とされる神嘗祭では、建物と御装束神宝を除くすべての祭器を新しくして行われる。祭りは3日間に渡り、以下のように行われる。
| 日付     | 時間       | 場所               | 神事         |
| -------- | ---------- | ------------------ | ------------ |
| 10月15日 | 宵（22時） | 豊受大神宮（外宮） | 由貴夕大御饌 |
| 16日     | 暁（2時）  | 豊受大神宮（外宮） | 由貴朝大御饌 |
| 16日     | 正午       | 豊受大神宮（外宮） | 奉幣         |
| 16日     | 宵         | 皇大神宮（内宮）   | 由貴夕大御饌 |
| 17日     | 暁         | 皇大神宮（内宮）   | 由貴朝大御饌 |
| 17日     | 正午       | 皇大神宮（内宮）   | 奉幣         |

由貴大御饌とは、この上なく神聖洗浄で貴いことを意味し、朝、夕と御物を変えながら奉げられる品目はおよそ43品目。これらの御物は潔斎した神職によって2日間に渡って調製が行われる。
内宮では中央に天照大御神、東に天手力男神（あまのたぢからおのかみ）、西に萬幡豊秋津姫命（よろずはたとよあきつひめのみこと）の神饌を載せる素木の案がまず配置される。楽師による雅楽奏上の中、禰宜の手でまず箸が置かれ、以下のような品目が献供される。
| 献供される御物一覧    |                |                    |                  |                  |      |
| 身取鰒 一連           | 玉貫鰒 三連    | 鰒                 | 鯛               | 御塩             | 御水 |
| 御飯（おんいい） 三盛 | 御餅 三盛      | 伊勢海老           | 乾梭魚（かます） | 乾栄螺（さざえ） | 鯉   |
| 乾香魚                | 乾鰹           | 海参（きんこ）     | 野鳥             | 蓮根             | 乾鮫 |
| 乾鯥（むつ）          | 水鳥           | 昆布               | 紫海苔           | 大根             | 柿   |
| 白酒（しろき）        | 黒酒（くろき） | 醴酒（ひとよざけ） | 清酒             |                  |      |

神嘗祭をはじめとする神宮の祭祀は別宮、摂社、末社、緒管社合わせて125社でも行われ、献供される神饌の内容は社格に応じて異なる。神嘗祭でのすべての社で共通して奉げられる御物は御飯、御塩、御水、蓮根、柿である。

### 自給自足
神宮の神事で用いられる御物の多くは氏子や職員の手によって作られ、自給自足が行われる。以下に記すものが神饌として奉げられる主要な作物などの調達方法である。

#### 米
神宮で用いられる米は御料米と呼ばれ、内宮、外宮問わず消費されるすべてが白衣に身を包んだ神宮職員の手によって伊勢市楠部町にある神宮神田で作られる。楠部町は倭姫命（やまとひめのみこと）が天照大御神を祀る地を探した時に「五十鈴川の清らかな水を引いて、ここで稲を作りなさい」と定められたと『皇大神宮儀式帳』や『倭姫命世記』に記述のある土地である。広さおよそ3ヘクタールを擁し、そこではうるち米三種（チヨニシキ、キヌヒカリ、イセヒカリ）ともち米2種（アユミモチ、カグラモチ）が作られる。稲作にあたり、天候不順や自然災害などに備えた収穫時期の調整などを行いつつ、祭事に用いられる御料米に加えて向こう3年分、約6トンの収穫量が備蓄される。酒用の米も含め年間収穫量は約15トン。

#### 野菜・果物
神宮で用いられる野菜は伊勢市二見にある神宮御園（じんぐうみその）で栽培される。広さおよそ2ヘクタールの畑で栽培される作物は野菜30種、果物20種ほどになり、天候や病気、連作障害をおこす作物などを考慮し、白菜、キャベツ、大根、ブロッコリー、菜花、キュウリ、カボチャ、まくわ瓜、ゴボウ、胡蘿蔔（ニンジン）、蓮根、山芋、蕪、里芋、芋茎、慈姑（クワイ）、大角豆（ササゲ）、莢菜豆（サヤインゲン）、はじかみ、ほうれん草、春菊、三つ葉、筍、独活（ウド）、枝豆、芹、百合根、蕃茄（トマト）、馬鈴薯、栗、枇杷（ビワ）、蜜柑、葡萄、柿、メロン、梨、金柑などが栽培され、伊勢での栽培に適さない山葵やリンゴは契約農家から取り寄せられる。神前へ献供するため臭いの強い野菜は作られず、かつては西瓜も栽培されたが、折櫃に入らず、生饌に適さないため現在では栽培されていない。

#### 鰒

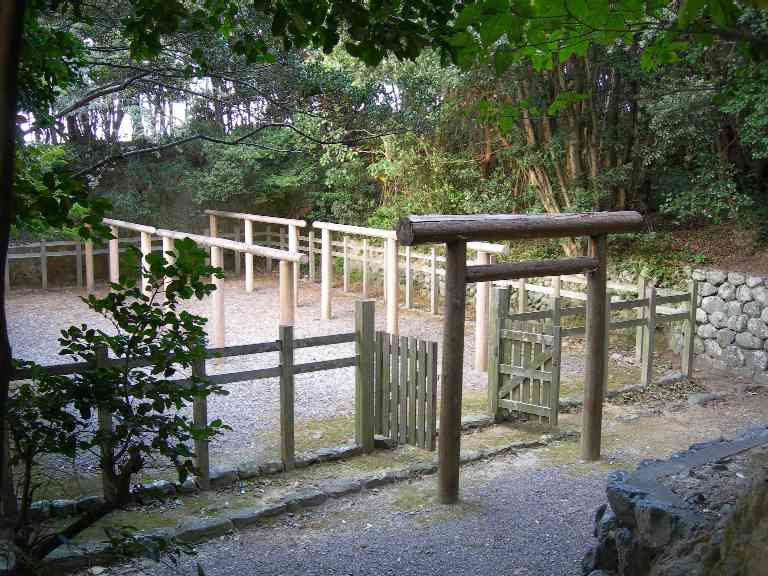
三重県鳥羽市国崎町の御料鰒調製所

神宮の神饌にとって鰒は特別な御物である。それは御贄調舎に神職一同が介し、神饌の代表として忌刀で三度切り、御塩で和える特別な儀式があることからもわかる。
内宮に天照大御神が鎮座した後、倭姫命が御贄を探して志摩の国々を巡った際、現在の鳥羽市国崎町で湯貴潜女の海女が差し出した鰒に感動し、それを神宮へ献納するよう伝えた古事があるように、神宮鎮座以来2000年以上に渡って鎧崎で獲れた鰒が奉納されてきた。鎧崎には御料鰒調製所があり、毎年漁の盛んになる5月にはここで熨斗鰒が作られる。熨斗鰒とは、もみ洗いしてぬめりを取り除いた鰒を桂剥きにした後、竿に干し、白い布で覆った上からぬるま湯をかけて伸ばしながら作られる乾物である。中型の鰒では3メートル程度に桂剥きが可能で、湯をかけながら4時間から5時間かけて伸ばし終わった頃には3倍ちかくにまで伸びている。こうして伸ばされた鰒はさらに竹筒を用いて餅やうどんのように伸ばされ、見取鰒、玉貫鰒用に決められた寸法に切りそろえられる。大きい身取鰒では片側10枚、合わせて20枚の熨斗鰒が藁紐でくくられ、小さい身取鰒では片側3枚と2枚ずつ、合わせて5枚が一組となってくくられる。玉貫鰒は編んだ藁紐に片方に12枚、両方で24枚が縄梯子のように配置されて干される。国崎からは2010年で生、熨斗鰒あわせて約660キロが奉納され、その他に若布、鹿尾菜（ヒジキ）、荒布（アラメ）、栄螺（サザエ）なども奉納される。

#### 干鯛
藤原京跡の発掘調査の際に、篠島から鯛の奉納が行われていたという内容の木簡が出土して以来、三節祭で献供される干鯛（ひだい）は愛知県知多郡南知多町篠島の漁業組合から献上された鯛から作られている。干鯛は三節祭に合わせて10日前から形の整ったものが選ばれ、白衣に身を包んだ奉仕の人たちの手によって、海辺で鯛の腹開きが行われる。内臓を取り除いた鯛はササラで十分に洗浄し、腹に塩を詰め、海水を入れた樽の中で重石を掛けられ漬け込まれる。一週間後、天気の良い日に塩を洗い流してから天日干しにかけられ完成する。6月の月次祭には1尺5寸（約45センチ）の鯛を28尾、1尺2寸（約36センチ）を50尾、7寸（約21センチ）を110尾、合計188尾、10月の神嘗祭には1尺2寸を50尾、7寸を110尾、合計160尾、12月の月次祭には1尺2寸を50尾、7寸を110尾、合計160尾がそれぞれ献納されるが、製造段階では猫と鳶の分をそれぞれ2尾ずつ加えて作られる。

#### 御塩

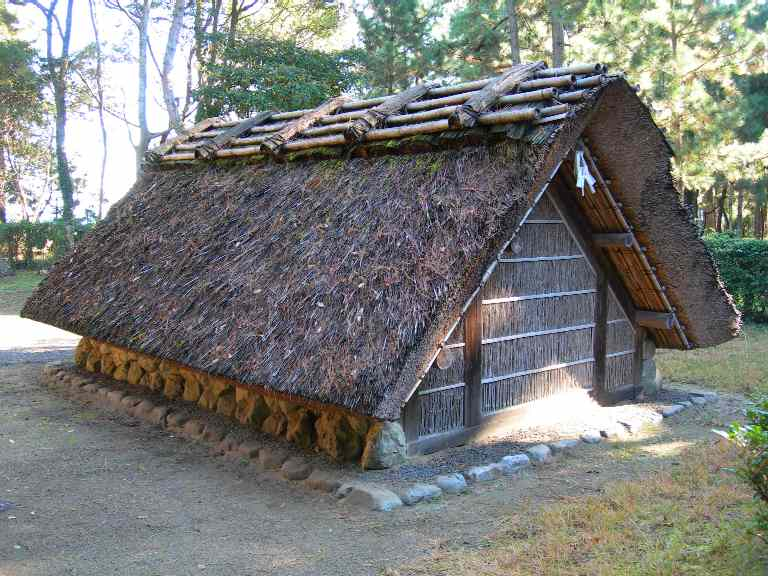
御塩汲入所

神宮の神饌に用いられる塩は昔ながらの入浜式で作られる。まず7月の土用に広さ約6600平方メートル、細砂質の御塩浜に潮の干満を利用し海水を招き入れ、採鹹（さいかん）を行うことからはじまる。伊勢市二見町西にある五十鈴川に隣接した場所に御塩浜が設けられた理由は、淡水を交えることによって、海水だけで作るよりきめ細かく、上質な塩が作られるという考えによる。採鹹作業は白い浄衣に身を包んだ男たちによる塩田の整備作業である「浜おこし」から始まり、それが終わると満潮時をみて塩田を冠水させ、干潮時に放水を行う。次に沼井（ぬい）と呼ばれる穴に塩分を含んだ砂を集め、塩分濃度を高めた上で天日にかけ乾燥させる。沼井を掘る作業は「浜おろし」と呼ばれ、天日干しにかけ、1日に2度返す作業は「浜かえし」と呼ばれる。浜かえしを終えた砂は再び沼井へ戻され、そこへ再び海水が入れられる。この作業は「潮をおそう」と呼び、沼井の底に溜まった塩分が溶出した鹹水は四斗樽（約72リットル）に詰められる。これらの工程は1週間ほどかけて行われる。
採れた鹹水は御塩汲入所に貯蔵され、7月下旬から8月には御塩焼所（みしおやきしょ）で御塩焼きが行われる。御塩焼きが行われる竈には忌火が焚かれ、作業は2昼夜続けて行われる。薄茶色をおびた御塩は木鍬で塩揚し、ニガリを切るために塩舟に移され、さらに十分にニガリと分離させるために藁で編んだ俵に詰められる。通常御塩は俵で4から5俵、濃度の高い良質な鹹水に恵まれた年にはその倍ほどの量が得られる年もある。
そして御塩は、10月5日に御塩殿神社で行われる御塩殿祭のなかで、日本の塩業の発展を祈るとともに、最後の仕上げである御塩焼固が行われる。御塩焼固は独特の三角錐状の型に荒塩を詰め込み、竈で一昼夜焼き固める作業であり、1日に20個、5日間かけて合計100個焼き固められる。こうして出来上がった堅塩は御塩道を通り外宮祭館へ運ばれ、豊穣への感謝を奉げる神嘗祭から用いられる。なお、御塩焼固は3月にも行われ、年間で合計200個の堅塩（かたしお）が作られる。

#### 土器
神宮で用いられる土器（かわらけ）はすべて明和町蓑村にある神宮土器調製所で作られる。この地には高天原から埴土を移した言い伝えが残され、また良質の粘土が採れるため、皇大神宮御鎮座当時からここで土器が作られてきた。土器は使われる度に土へ還され、その都度新しいものが用いられる。作られる土器の種類、個数は以下のとおり。
| 名称     | 特徴、用途 | 年間所要数 |
| -------- | --- | ---------- |
| 六寸土器 | 直径19センチ、高さ2センチ程の浅皿型の器。10枚盛の御餅、鰒、鯛、伊勢海老、鱒などを盛り付ける場合に用いられる。                    | 2,250      |
| 四寸土器 | 直径12センチ、高さ2センチ程の浅型の器。御飯、5枚盛の御餅、蠣、鯉、鮒、海藻、野菜、果物、御塩などを盛り付ける場合に用いられる。   | 20,200     |
| 三寸土器 | 直径9センチ、高さ1センチ程の浅皿型の器。御飯、御塩の他、御盃台と組み合わせて白酒、黒酒、醴酒、清酒などを入れるために用いられる。 | 19,500     |
| 御盃台   | | 9,000      |
| 御箸台   | 箸を載せる | 2,020      |
| 御水椀   | 御水を入れる | 2,050      |
| 御酒壺   | | 2,300      |
| 大土堝   | 祭儀の際に手水を湛える | 12         |

## 伝承と変化
賀茂別雷神社には以下のような言葉が残されており、
神饌に関する作法の多くは、神への供物という性質から世俗の物とならないよう社家の中でも信頼のおける者が世襲し、無闇に広まらないよう伝承されてきた。そのため、書物として残るものは多くが個人が覚書として残したものに留まり、公式な記録として残されたものは少ない。これは神饌の調製に関しても同様で、文書による記録が残されておらず、なぜこれを奉げるのか不明となっている神社も存在する。だが、一部には伝承が困難になったために、作法を記録として残した神社もある。1871年（明治4年）の太政官布告により代々神職を世襲した社家制度が廃止され、香取神宮では『香取神宮年中祭典記』などの文書で祭祀の内容を記録し伝承を図った。その中には忌火の熾し方、必要な道具類、使用方法、行器の原料になる真薦の刈り方、その編み方、魚の調理、干し方、焚煙の作り方などが挿絵とともに記録されている。
氏子が神饌の調製を行っていた地域では、宮座と呼ばれる組織によってその作業が伝承された。宮座の中で主導的役割を果たす家を頭屋、あるいは当屋（當屋とも書く）とよび、中心となる人物を頭人と呼んだ。制度の内容は『神道要語集』に残され、頭人には厳格な物忌が求められた。美保神社のように、選ばれると4年間欠かさず禊を行い、子の刻（0時ごろ）に神社へ参拝し、その間に人と会うと再度やり直すなど厳格な取り決めが残る神社もある。こうして頭人となると、さらなる修行として一切の不浄を排除した部屋へ篭り、女性はおろか、みだりに人と会うことも禁じられる程の精進が求められる場合もあった。このように頭人は村人からの敬意を受け、権威を備えなければならないとされた。なお、宮座の構成員は原則として世帯主の男性とされたが、女房座、女座、可加座と呼ばれる女性の座もあった。
2012年現在、地方の神社では後継者不足に悩まされる例が少なくない。奉納する餅だけでも量にしてもち米8升分に及ぶなど、多くの人員や時間を要する場合があり、氏子の手作業ですべてを賄うことが難しいため、既に蒸して搗かれた餅を商店から購入し、氏子の手で加工・成型するなど、一部を商店などに委ねざるを得ない状況になっている。
本来、北野天満宮では、7日間の間詰所に篭り、女性の作った料理は口にしない。そして、男だけで調理し、神事に臨むとされたが、2012年現在では仕事との兼ね合いから、3日間肉食を断つ程度に緩和して臨んでいる。しかし、これは単純な後継者不足というわけではなく、菅原道真が大宰府へ流された際に同行した従者達が北野天満宮の建立の折に道真の遺品を携え京都へ戻り、それ以来自ら調理した神饌を献供して、慰霊を行いながら暮らした古事にあやかり、その従者達の末裔である七保会が神饌の調理を行うことが理由である。